# Triuris hexophthalma
Triuris hexophthalma är en enhjärtbladig växtart som beskrevs av Paulus Johannes Maria Maas. Triuris hexophthalma ingår i släktet Triuris och familjen Triuridaceae. Inga underarter finns listade.